# جوان دي هامل
جوان دي هامل (بالإنجليزية: Joan de Hamel)‏ هي كاتِبة نيوزيلندية، ولدت في 31 مارس 1924 في لندن في المملكة المتحدة، وتوفيت في 28 يوليو 2011.